# 李新 (鳳陽)
李新（？—17世紀），鳳陽府鳳陽縣人，明朝、南明政治人物。

## 生平
李新自舉人出身，永曆三年（1649年）南明朝廷拜任兵部尚書、東閣大學士、總督直省恢剿軍務，賜與尚方劍行事，和贊理部科盧甲、監軍都察院黃申到九江府的九江南沙城；而杞縣的王國英來到鳳陽，授萬勝營總兵。同年九月，李新一行抵達亳州，授與李世標參將，黃承祖守備；十一月時他渡過黃河去，王國英起事事洩，和李世標等人遭擒殺，李新不知所終。

## 引用
1. 1 2  錢海岳《南明史·卷六十一·列傳第三十七》：同時，李新，鳳陽人。舉於鄉。永曆三年，拜兵部尚書、東閣大學士、總督直省恢剿軍務，賜尚方劍便宜行事。與贊理部科盧甲、監軍都察院黃申至九江南沙城。杞縣王國英迎至鳳陽；授萬勝營總兵。
2. ↑  錢海岳《南明史·卷六十一·列傳第三十七》：九月至亳州，授李世標參將，黃承祖守備。十一月，新渡河去。國英事洩，與世標等皆執死。新不知所終。